# Panic Mansion
Panic Mansion ist ein Kinder- und Geschicklichkeitsspiel der aus Dänemark stammenden Spieleautoren Asger Sams Granerud und Daniel Skjold Pedersent. Das Spiel für zwei bis vier Spieler ab fünf Jahren dauert etwa 10 bis 20 Minuten pro Runde und ist im Jahr 2017 bei dem Verlag Blue Orange Games erschienen. 2018 wurde das Spiel für das Kinderspiel des Jahres nominiert.

## Thema und Ausstattung
Bei dem Spiel bekommt jeder Spieler eine Schachtel mit Trennwänden und Durchgängen (das Spukhaus), in die jeweils ein Abenteurer und verschiedene weitere Gegenstände gefüllt werden. Die Spieler müssen dann durch geschicktes Drehen und Schütteln versuchen, jeweils die Gegenstände und Kreaturen in einen Raum zu bewegen, die auf einer Aufgabenkarte vorgegeben werden. Wer zuerst 5 Aufgaben erfüllt hat, gewinnt das Spiel.
Das Spielmaterial besteht neben einer Spieleanleitung aus:
- vier Spukhäusern, jeweils bestehend aus einer Schachtel mit Trennwänden,
- vier braunen Abenteurerfiguren
- jeweils acht Gespenster-, Augen-, Spinnen- und Schlangenfiguren
- zwölf Schatztruhen (golden)
- 48 doppelseitig bedruckten Aufgabenkarten

## Spielweise
Bei Panic Mansion gibt es zwei Spielvarianten, zwischen denen die Spieler wählen können. In beiden Varianten wird versucht, durch Kippen und Schütteln Gegenstände durch die Türen von Zimmer zu Zimmer zu befördern und so Aufgabenkarten zu erfüllen. Diese ist jeweils erfüllt, wenn sich alle erforderlichen Objekte vollständig im vorgegebenen Zimmer befinden und dort auch keine weiteren Objekte vorhanden sind.

### Variante 1
Für die Variante 1 werden vor Beginn des Spiels die Aufgabenkarten gemischt und in der Tischmitte auf einem Stapel mit der Objektseite nach oben bereit gelegt. Jeder Spieler bekommt eine Schachtel und jeweils einen Abenteurer, zwei Augen, zwei Gespenster, zwei Schlangen, zwei Spinnen und drei Schatztruhen. Von den Objekten werden ein Abenteurer, ein Gespenst und drei Schatztruhen in der Schachtel verteilt und die restlichen Objekte bereitgelegt.
Jeder Spieler mischt nun am Rundenbeginn die Objekte im Spukhaus seines rechten Nachbarn und ein Spieler zählt bis drei, danach dreht er die oberste Karte des Kartenstapels auf die Zimmerseite und platziert sie offen sichtbar auf den Stapel. Alle Spieler versuchen nun gleichzeitig, ihren Abenteurer und ihre drei Schatztruhen so schnell wie möglich in das auf der Karte gezeigte Zimmer zu verschieben, ohne dort auch andere Objekte zu sammeln. Wenn ein Spieler die Aufgabe erfüllt hat, ruft er laut „Spuk vorbei!“, danach wird sein Spukhaus überprüft und hat er die Aufgabe erfüllt, nimmt er sich die gespielte Karte und legt sie vor sich ab. Wurde die Aufgabe nicht erfüllt, muss der Spieler eine bereits gewonnene Karte wieder abgeben und unter den Stapel legen. Die Runde wird fortgesetzt, bis ein Spieler die Aufgabe erfüllt hat.
Wenn ein Spieler die Runde gewonnen hat, beginnt die nächste Runde damit, dass sein rechter Nachbar eines der Objekte auswählt, die vor dem Gewinner liegen, und dieses in dessen Haus legt. Danach beginnt eine neue Runde. Das Spiel endet, wenn ein Spieler seine fünfte Karte gewonnen hat. Dieser Spieler gewinnt das Spiel.

### Variante 2
Auch in dieser Variante bekommt jeder Spieler ein Spukhaus sowie einen Abenteurer, zwei Augen, zwei Gespenster, zwei Schlangen, zwei Spinnen und drei Schatztruhen, die jedoch alle in die Schachtel gelegt werden. Die Karten werden gemischt und mit der Zimmerseite nach oben in die Tischmitte gelegt.
Jeder Spieler mischt am Rundenbeginn die Objekte in einem Spukhaus und gibt dieses an seinen linken Nachbarn weiter. Wieder zählt einer der Spieler bis drei und dreht die oberste Karte des Stapels um, sodass nun die Objektseite oben liegt. Alle Spieler versuchen nun, die beiden sichtbaren Kartenseiten zu erfüllen und entsprechend die auf der Objektkarte gezeigten Objekte in das auf der folgenden Zimmerkarte gezeigte Zimmer zu verschieben. Wenn ein Spieler die Aufgabe erfüllt hat, ruft er auch hier laut „Spuk vorbei!“, danach wird sein Spukhaus überprüft und hat er die Aufgabe erfüllt, nimmt er sich die gespielte Karte und legt sie vor sich ab. Wurde die Aufgabe nicht erfüllt, muss der Spieler eine bereits gewonnene Karte wieder abgeben und unter den Stapel legen. Die Runde wird fortgesetzt, bis ein Spieler die Aufgabe erfüllt hat.
Wenn ein Spieler die Runde gewonnen hat, beginnt die nächste Runde. Das Spiel endet, wenn ein Spieler seine fünfte Karte gewonnen hat. Dieser Spieler gewinnt das Spiel.

### Der ganz große Spuk
In einer Abwandlung der Variante 2, die als der „Der ganz große Spuk“ bezeichnet wird, versuchen die Spieler, in dem vorgegebenen Zimmer genau die Objekte zu sammeln, die nicht auf der Objektkarte abgebildet sind.

## Rezeption und Erweiterungen
Das Spiel Panic Mansion wurde von dem dänischen Autorenduo Asger Sams Granerud und Daniel Skjold Pedersent entwickelt und im Jahr 2017 bei dem französischen Verlag Blue Orange Games in einer multilingualen und in einer französischen Version (Le Manoir Infernal) veröffentlicht. 2018 folgte eine Version auf Spanisch, Portugiesisch und Katalanisch von Ediciones MasQueOca sowie eine deutschsprachige Version bei Blue Orange Games, die von Asmodee Deutschland vertrieben wird. Blue Orange Games kündigte zudem eine Auflage auf Englisch für den amerikanischen Markt (Shaky Manor) für 2018 und eine Auflage auf Polnisch (Dworzyszcze na trzęsawisku) für 2019 an.
Im Mai 2018 wurde das Spiel neben den Spielen Emojito! und Funkelschatz für das Kinderspiel des Jahres nominiert. Die Jury kommentierte das Spiel und die Entscheidung wie folgt:

„Es geht so einfach los. Wie Panic Mansion funktioniert, versteht man schon, sobald man die Schachtel in die Hand nimmt und umdreht. Schauen, Schütteln, Schadenfreude: Darauf bauen die beiden Autoren Asger Sams Granerud und Daniel Skjold Pedersen behutsam auf; mit den Varianten wandelt sich das muntere Kinderspiel zu einem herausfordernden Familienspiel. Dieses verrückte Spukhaus verbreitet nicht Angst und Schrecken, sondern reinen Spielspaß.“

## Belege
1. 1 2  Panic Mansion, Versionen bei BoardGameGeek. Abgerufen am 4. Juni 2018.
2. 1 2 3 4 5 6 7 8  Spieleanleitung Panic Mansion; abgerufen am 4. Juni 2018
3. ↑  Panic Mansion auf der Website des Spiel des Jahres e.V.; abgerufen am 2. Juni 2018